# Ernest Bourbon
Ernest Bourbon (Vierzon, 23 d'octubre de 1886 19è districte de París, 19 de novembre de 1954) és actor i director de cinema francès.

## Biografia
Fill d'un fabricant de porcellana, va començar una carrera artística a les pistes com a acròbata abans de debutar al cinema l'any 1910 sota la direcció de Jean Durand, sobretot al Calino i Zigoto'.
Va ser l'any 1912 que el director li va oferir el paper d'Onésime que el faria famós. Bourbon es dedicarà ara a aquest personatge fins al punt de reprendre la posada en escena dels darrers rodatges després de l'abandonament de la sèrie per part de Durand.
L'esclat de la Primera Guerra Mundial va posar fi a la seva carrera cinematogràfica. Un cop acabat el conflicte, tornarà als escenaris de les sales de música on havia començat, però aquesta vegada amb el seu fill, també anomenat Ernest (1912-1976), conegut com Kid Bourbon. El pare i el fill trepitjaran les pistes durant gairebé 15 anys. Després de la seva separació, Ernest Bourbon fill seguirà actuant com a acròbata sota el nom de Billy Bourbon, però també apareixerà a la pantalla en una dotzena de pel·lícules entre 1949 i 1976.
Durant l'ocupació, Ernest Bourbon sènior va estar involucrat en el tràfic de pastilles de sabó venudes al mercat negre. La premsa de l'època el presenta com encara exercint la professió d'acròbata. Aleshores tenia 54 anys.

## Filmografia parcial
Totes les pel·lícules estan signades Jean Durand, tret que s'indiqui el contrari.
- 1910 : Le Rembrandt de la rue Lepic
- 1911 : Calino veut être cow-boy
- 1911 : Zigoto et l'Affaire du collier (o La Trouvaille de Zigoto)
- 1911 : Le Rôle d'un œuf
- 1911 : Calino fait l'omelette
- 1912 : Calino courtier en paratonnerre
- 1912 : Zigoto plombier d'occasion
- 1912 : Oxford contre Martigues
- 1912 : Le Cadeau d'Onésime
- 1912 : Onésime a un duel à l'américaine
- 1912 : Le Railway de la mort
- 1912 : Onésime aux enfers
- 1912 : Erreur tragique de Louis Feuillade
- 1912 : Onésime horloger
- 1912 : La Prison sur le gouffre de Louis Feuillade
- 1912 : Onésime contre Onésime
- 1912 : Onésime employé des postes
- 1912 : Onésime est trop timide
- 1912 : Onésime et la Grève des mineurs
- 1912 : Onésime et la Toilette de Mademoiselle Badinois
- 1912 : Onésime et le Chien bienfaisant de Jean Durand
- 1912 : La Calomnie punie
- 1912 : Le Cheval vertueux
- 1912 : Onésime et l'Éléphant détective
- 1912 : Onésime et le Nourrisson de la nourrice indigne
- 1912 : Onésime et le Physicien
- 1912 : Onésime et l'Étudiante
- 1912 : La Course à l'amour
- 1912 : Onésime garçon costumier
- 1912 : Onésime gentleman détective
- 1912 : Onésime, l'amour vous appelle
- 1913 : Onésime aime les bêtes
- 1913 : Onésime aime trop sa belle-mère
- 1913 : Onésime et son collègue
- 1913 : Onésime et la Symphonie inachevée
- 1913 : Onésime se marie, Calino aussi
- 1913 : Onésime et son âne
- 1913 : Onésime et le Cœur du tzigane
- 1913 : Onésime champion de boxe
- 1913 : Onésime et l'Héritage de Calino
- 1913 : Onésime dresseur d'hommes et de chevaux
- 1913 : Onésime en bonne fortune
- 1913 : Onésime et l'Œuvre d'art
- 1913 : Onésime sourcier
- 1913 : Onésime et le Pas de l'ours
- 1913 : Onésime sur le sentier de la guerre
- 1913 : La Disparition d'Onésime
- 1913 : Le Mal d'Onésime
- 1913 : Onésime et l'Affaire du Tocquard-Palace
- 1913 : Onésime débute au théâtre
- 1913 : Onésime, tu l'épouseras quand même
- 1913 : Le Noël d'Onésime
- 1913 : Onésime et la Panthère de Calino
- 1913 : Léonce cinématographiste de Léonce Perret
- 1913 : Une triste aventure d'Onésime
- 1914 : Onésime en promenade
- 1914 : Onésime et le Dromadaire
- 1914 : Onésime et le Drame de famille
- 1914 : Onésime gardien du foyer
- 1914 : Onésime, si j'étais roi
- 1914 : Onésime et le Clubman
- 1914 : Onésime et le Pélican
- 1914 : Son Excellence de Léonce Perret
- 1914 : Onésime et le Lâche anonyme
- 1914 : Le Vœu d'Onésime
- 1923 : La Maison du mystère d'Alexandre Volkoff (no acreditat)